# Чулілья
Чулілья, Чулелья (ісп. Chulilla (офіційна назва), валенс. Xulella) — муніципалітет в Іспанії, у складі автономної спільноти Валенсія, у провінції Валенсія. Населення — 775 осіб (2010).

## Географія
Муніципалітет розташований на відстані близько 250 км на схід від Мадрида, 49 км на північний захід від Валенсії.
На території муніципалітету розташовані такі населені пункти: (дані про населення за 2010 рік)
- Бальнеаріо-де-Фуенкальєнте: 5 осіб
- Урбанісасьйон-Санта-Барбара: 23 особи
- Бодега-Ванаклоч: 19 осіб
- Чулілья: 551 особа
- Ла-Ерміта: 177 осіб

## Демографія
Динаміка населення (INE ):

## Галерея зображень

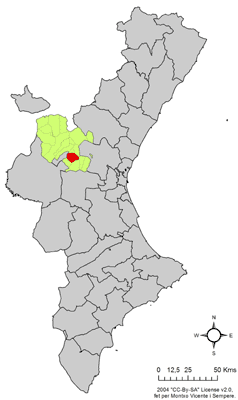
Розташування муніципалітету у автономній спільноті Валенсія
Розташування муніципалітету Чулілья у комарці Лос-Серранос
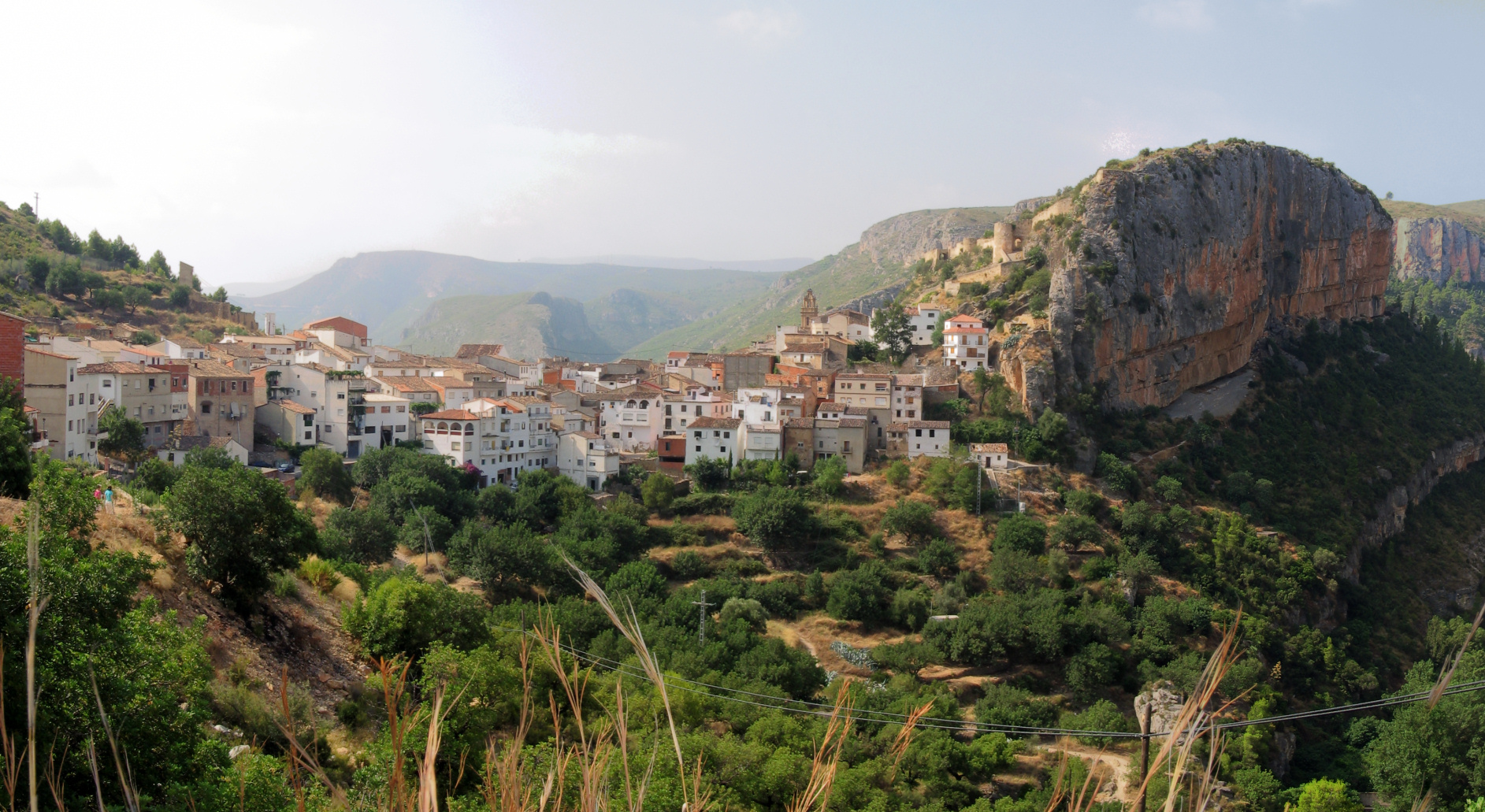
Панорама
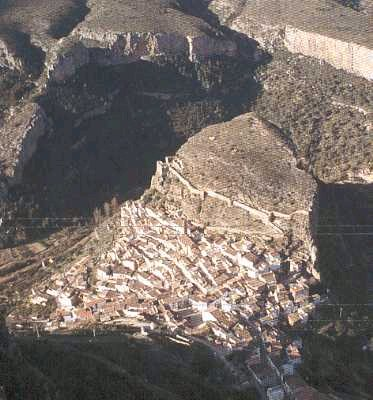
Вид згори
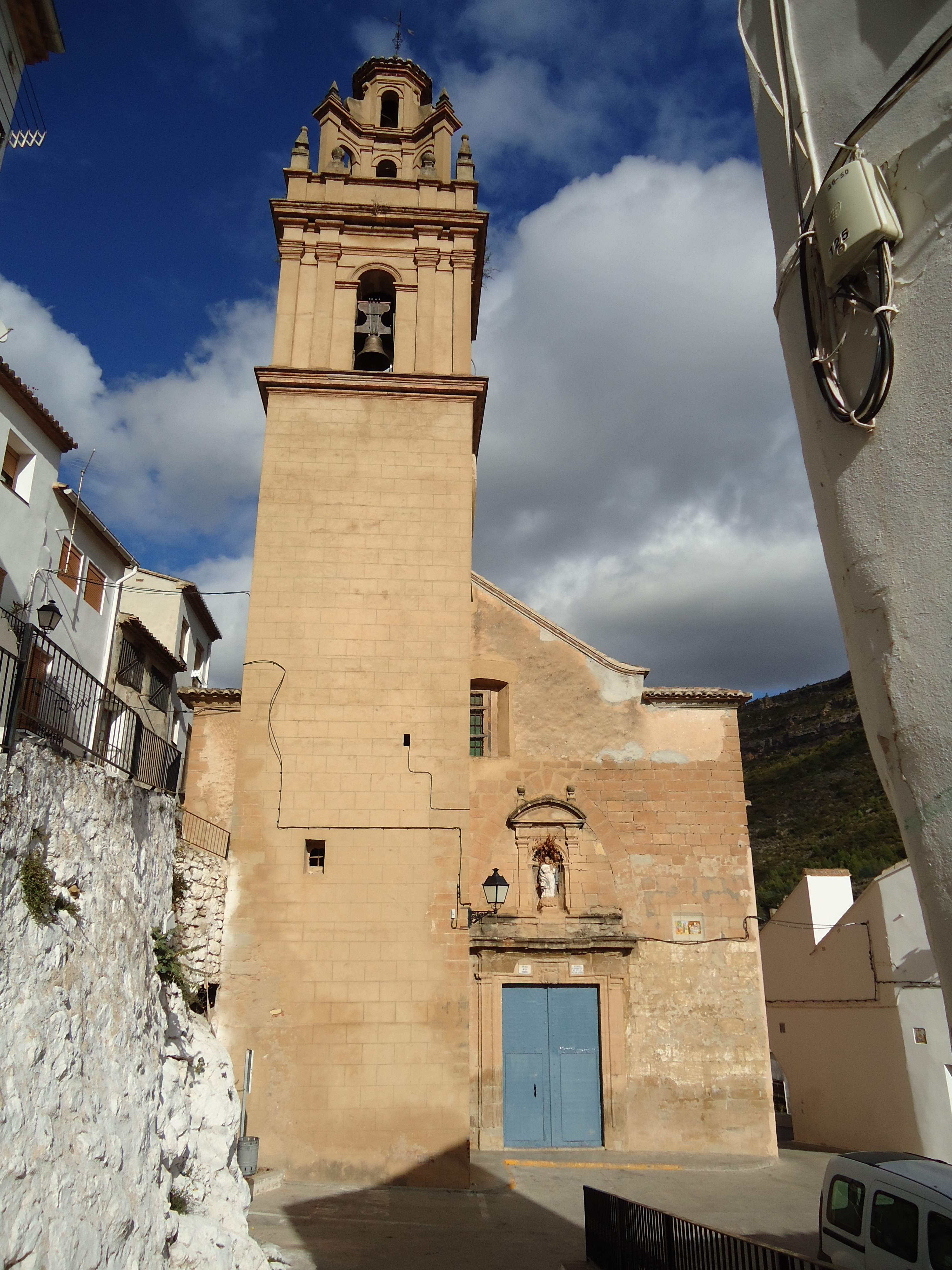
Церква Ла-Вірхен-де-Лос-Анхелес